# Claudia Butier
Claudia Butier Morales (Zamora, 30 de octubre de 1875-2 de marzo de 1953) fue una actriz española.

## Biografía
Nació en 1875, siendo hija de la actriz Gregoria Morales. Comenzó como actriz a finales del siglo XIX. Fue considerada como actriz de carácter. Contrajo matrimonio con el director musical de zarzuelas Antonio Puchol Ávila, con el que procreó dos hijas, las actrices Luisa Puchol y María Puchol.